# 海部ハナ
海部 ハナ（かいふ ハナ、1831年9月16日（天保2年8月11日） - 1919年（大正8年）6月30日）は、日本の染織家。阿波しじら織の創始者。

## 生涯
阿波国那賀郡平易村（現徳島県阿南市横見町）出身。幼い頃から機織りを得意とし、25歳のときに名東郡安宅村（徳島市安宅）の差し物大工・海部勝蔵に嫁いだ。嫁いでからも農業の傍ら内職として機織りをして家計を助けていた。その後、1866年（慶応2年）に阿波しじら織を創案し、各地で開かれる供進会、博覧会などに出品し、数多くの表彰を受けた。
しじら織は安部重兵衛らの宣伝と販売により有力な地場産業に発展した。また徳島市眉山町大滝山（眉山）には阿波しじら創製紀功碑が建てられている。